# 坎
坎（かん）は八卦の一つ。卦の形は☵であり、初爻は陰、第2爻は陽、第3爻は陰で構成される。または六十四卦の一つであり、坎為水。坎下坎上で構成される。

## 卦象
原義は「外陽にして中は陰」。外側に陰柔の卦があるが、内部は陽剛である。「中に何かがある」と捉え水・陥・豕・耳・秘密・姦計・色情・専門性・交渉・冷静・重病・中男などを象徴する。方位としては北を示す（地支では子と一致）。実際の占断で坎の卦がでると病勢は重症か、かなりの困難を考えなければいけない。
納甲では戊、五行の土、五方の中に当てられる。

## 先天図
伏羲先天八卦における次序は六であり、方位は四正卦の一つで西に配される。陰陽消息は二陰で巽卦に次ぐ。